# Alexandr Hleb
Aljaksandr Paulavič Hleb (bělorusky Аляксандр Паўлавіч Глеб; * 1. května 1981 Minsk, Bělorusko) známý v ČR jako Alexandr Hleb je bývalý běloruský fotbalový záložník a reprezentant.
Výborný technik, který bývá svým stylem hry přirovnáván k českému hráči Tomáši Rosickému, přestoupil do Arsenalu z německého Stuttgartu v roce 2005 a svůj debut v rudém dresu „Gunners“ si odbyl v zápase Community Shield s Chelsea FC (zápas skončil prohrou Arsenalu 1:2).
182 centimetrů měřící a 72 kilo vážící křídelní half nosil v Arsenalu na zádech své oblíbené číslo 13. Hleb poté působil v FC Barcelona, kde podepsal v létě 2008 čtyřletou smlouvu. Avšak v roce 2009 se vrátil do bundesligového Stuttgartu na hostování.